# 流山市立流山北小学校
流山市立流山北小学校（ながれやましりつながれやまきたしょうがっこう）は、千葉県流山市にある市立小学校。略称は「北小」(きたしょう)。

## 概要
1979年、流山市立流山小学校の分離校として創立。同年に校歌の作成、翌年には校章の制定、体育館の落成が行われた。
1ヶ月に1度のびっこタイムという、1年生は6年生と、2年生は5年生と、3年生は4年生と昼休みに一緒に遊ぶという時間を設けているのも特徴的。
学校スローガンとして「にこにこ・はきはき・どんどん」があり、この言葉はシンガーソングライターで卒業生の加賀谷はつみが、2019年に40周年を迎えた同校に贈った曲である「合言葉」の歌詞にも挿入されている。

## 校歌[4]
- 作詞：伊藤晃
- 作曲：桑原研郎

## 校内活動[5]
委員会
| 図書委員会 | 放送委員会       | 保健委員会 | 音楽委員会 | 生活委員会     |                                  |
| 体育委員会 | 環境･ 美化委員会 | 栽培委員会 | 給食委員会 | 広報掲示委員会 | リサイクル委員会･ 児童運営委員会 |

部活
| 陸上部 | ミニバスケットボール部 | 吹奏楽部 |

クラブ
| バスケットボール     | 卓球     | サッカー | バドミントン | ヘルスバレー     |
| ドッジボール         | スタンプ | なわとび | バトン       | イラスト･ まんが |
| オセロ･ 将棋         | 手芸     | パソコン | 科学         |                  |
| ベースボール型ゲーム | 昔遊び   | ダンス   |              |                  |

## 主な進学先
- 流山市立南部中学校

## 交通アクセス[6]
- 東武バスイースト
  - 南流山駅～リサイクルセンター間 加2丁目 下車徒歩2分
  - 流山おおたかの森駅間 加2丁目 下車徒歩2分

- 京成バス
  - 松戸～江戸川台間 文化会館入口 下車徒歩2分

- 流鉄流山線
  - 流山駅より徒歩8分

- つくばエクスプレス
  - 流山セントラルパーク駅より 徒歩20分

## 通学区域[7]
| 加一丁目       | 加二丁目       | 加三丁目       |
| 加四丁目       | 加五丁目       | 加六丁目       |
| 三輪野山一丁目 | 三輪野山二丁目 | 三輪野山三丁目 |
| 三輪野山四丁目 | 三輪野山五丁目 | 大字加         |

## 周辺
流山市立流山北小学校の学区内の主な施設。
- 流山市立中央図書館
- 流山警察署流山中央交番
- 流山市消防署本部
- 流山市中央消防署
- 流山市立南部中学校

## 出身有名人
- 村田和哉 - 野球選手[8]
- 加賀谷はつみ - シンガーソングライター[9]
- 指宿洋史 - サッカー選手[10]